# Resmo
Resmo är kyrkbyn i Resmo socken i Mörbylånga kommun i Kalmar län, belägen på västra Öland cirka fem kilometer nordöst om centralorten Mörbylånga. SCB har för bebyggelsen i byn och dess grannby i sydväst Gynge avgränsat en småort namnsatt till Resmo och Gynge.

## Befolkningsutveckling
| Befolkningsutvecklingen i Resmo och Gynge 1990–2015 | Befolkningsutvecklingen i Resmo och Gynge 1990–2015 | Befolkningsutvecklingen i Resmo och Gynge 1990–2015 | Befolkningsutvecklingen i Resmo och Gynge 1990–2015 | Befolkningsutvecklingen i Resmo och Gynge 1990–2015 |
| --------------------------------------------------- | --------------------------------------------------- | --------------------------------------------------- | --------------------------------------------------- | --------------------------------------------------- |
|                                                     |                                                     |                                                     |                                                     |                                                     |
| År                                                  |                                                     |                                                     | Folkmängd                                           | Areal (ha)                                          |
| 1990                                                | 1990                                                |                                                     | 74                                                  | 25#                                                 |
| 1995                                                | 1995                                                |                                                     | 86                                                  | 28#                                                 |
| 2000                                                | 2000                                                |                                                     | 78                                                  | 28#                                                 |
| 2005                                                | 2005                                                |                                                     | 86                                                  | 28#                                                 |
| 2010                                                | 2010                                                |                                                     | 92                                                  | 32#                                                 |
| 2015                                                | 2015                                                |                                                     | 88                                                  | 39#                                                 |
| Anm.: # Som småort.                                 |                                                     |                                                     |                                                     |                                                     |

## Bebyggelse
I orten ligger Resmo kyrka.